# Terepai Maoate
Terepai Tuamure Maoate (1 de septiembre de 1934 - 9 de julio de 2012) fue el Primer ministro de las Islas Cook del 18 de noviembre de 1999 al 11 de febrero de 2001. Fue miembro del Partido Alianza Democrática.